# Karin Lamberg-Skog
Karin Ingrid Lamberg-Skog (* 17. Januar 1961 in Uppsala) ist eine ehemalige schwedische Skilangläuferin.

## Werdegang
Lamberg-Skog, die für den Hagunda IF und den IFK Mora startete, belegte bei den Olympischen Winterspielen 1980 in Lake Placid über 5 km und über 10 km jeweils den 17. und mit der Staffel den sechsten Platz und gewann bei den Juniorenweltmeisterschaften 1980 in Örnsköldsvik die Bronzemedaille mit der Staffel. Im Weltcup debütierte sie im Januar 1982 in Klingenthal und errang dabei den 13. Platz über 10 km. Bei den nordischen Skiweltmeisterschaften 1982 in Oslo wurde sie Sechste mit der Staffel. Zwei Jahre später kam sie bei den Olympischen Winterspielen 1984 in Sarajevo auf den 18. Platz über 10 km, auf den 16. Rang über 5 km und auf den fünften Platz mit der Staffel. In der Saison 1984/85 erreichte sie mit dem achten Platz über 5 km in Nové Město und den sechsten Platz über 10 km in Klingenthal ihre ersten Top-Zehn-Platzierungen im Weltcupeinzel. Bei den nordischen Skiweltmeisterschaften 1985 in Seefeld in Tirol belegte sie den 18. Platz über 10 km. Im März 1985 wurde sie in Falun und in Oslo jeweils Zweite mit der Staffel und errang zum Saisonende den 19. Platz im Gesamtweltcup. In der folgenden Saison kam sie bei drei Einzelstarts im Weltcup zweimal unter die ersten Zehn und erreichte zum Saisonende den 18. Platz im Gesamtweltcup. Im März 1986 siegte sie in Oslo mit der Staffel. Ihren größten Erfolg hatte sie im folgenden Jahr bei den nordischen Skiweltmeisterschaften 1987 in Oberstdorf. Dort holte sie die Bronzemedaille mit der Staffel. In der Saison 1987/88 errang sie zwei Top-Zehn-Resultate im Weltcupeinzel. Dabei erreichte sie mit dem fünften Platz über 10 km Freistil in Rovaniemi ihre beste Einzelplatzierung im Weltcup. Beim Saisonhöhepunkt den Olympischen Winterspielen 1988 in Calgary belegte sie den 22. Platz über 20 km Freistil und den sechsten Rang mit der Staffel. Die Saison beendete sie auf dem 25. Platz im Gesamtweltcup. Ihn ihrer letzten aktiven Saison 1988/89 kam sie bei den nordischen Skiweltmeisterschaften 1989 in Lahti über 15 km klassisch und über 30 km Freistil jeweils auf den 16. Platz. Im März 1989 wurde sie beim Weltcup in Falun Dritte mit der Staffel. Bei schwedischen Meisterschaften siegte sie im Jahr 1986 über 20 km. Mit der Staffel von IFK Mora wurde sie 1982 und 1985 schwedische Meisterin.

## Weltcup-Gesamtplatzierungen
| Saison  | Platz | Punkte |
| ------- | ----- | ------ |
| 1981/82 | 37.   | 13     |
| 1982/83 | -     | -      |
| 1983/84 | 41.   | 8      |
| 1984/85 | 19.   | 40     |
| 1985/86 | 18.   | 22     |
| 1986/87 | 46.   | 4      |
| 1987/88 | 25.   | 22     |
| 1988/89 | 50.   | 1      |